# HMS Greyhound (H05)
Pour les autres navires du même nom, voir HMS Greyhound.
Le HMS Greyhound (H05) est un destroyer de la classe G construit pour la Royal Navy. Lancé le 15 août 1935 et armé en janvier 1936, il intègre la Home Fleet et participe à la campagne de Norvège, à l'évacuation de Dunkerque et à la bataille de Dakar avant d'être affecté la Mediterranean Fleet. Il escorte alors des convois pour Malte avant de participer à la bataille de Crète durant laquelle il est coulé par des Stukas du StG 2, le 22 mai 1941.

## Conception
Le Greyhound déplaçait 1 350 tonnes longues (1 370 t) à charge normale et 1 883 tonnes longues (1 913 t) à charge profonde. Le navire avait une longueur hors-tout de 98,5 m, une largeur de 10,1 m et un tirant d'eau de 3,8 m. Il était propulsé par deux turbines à vapeur à engrenages Parsons, entraînant deux arbres, qui développaient un total de 34 000 chevaux-vapeur d'arbre (25 000 kW) et donnaient une vitesse maximale de 36 nœuds (67 km/h). La vapeur pour les turbines était fournie par trois chaudières à tubes d'eau à trois tambours Admiralty. Le Greyhound transportait un maximum de 470 tonnes longues (480 t) de fuel qui lui donnait une autonomie de 5 530 milles nautiques (10 240 km) à 15 nœuds (28 km/h). L'effectif du navire était de 137 officiers et hommes en temps de paix, mais passait à 146 en temps de guerre.
Le navire montait quatre canons Mark IX de 4,7 pouces (120 mm) dans des affûts simples. Pour la défense anti-aérienne, le Greyhound avait deux supports quadruples Mark I pour la mitrailleuse Vickers Mark III de 0,5 pouce (12,7 mm). Il était équipé de deux tubes lance-torpilles quadruples au-dessus de l'eau pour des torpilles de 21 pouces (533 mm). Un rail de grenades sous-marines  et deux lanceurs étaient installés ; 20 grenades sous-marines étaient initialement transportées, mais ce nombre a été porté à 35 peu après le début de la guerre.

## Histoire
La pose de la quille du Greyhound a été réalisée par "Vickers Armstrong Naval Construction Works" à Barrow-in-Furness le 20 septembre 1934, lancé le 15 août 1935 et achevé le 31 janvier 1936. À l'exclusion des équipements fournis par le gouvernement, comme l'armement, le navire a coûté 248 768 £, À l'exception d'une brève période pendant laquelle il a été affecté à la 20e flottille de destroyers après sa mise en service, le Greyhound a passé la période d'avant-guerre affecté à la 1re flottille de destroyers de la Mediterranean Fleet (flotte méditerranéenne). Il est remis en état au chantier naval de Portsmouth entre le 7 juin et le 23 juillet 1938 et escorte le paquebot SS Strathnaver entre Malte et Alexandrie pendant la crise de Munich en septembre 1938. Le 25 janvier 1939, le Greyhound évacue les employés de l'ambassade britannique et leurs familles de Barcelone, ville tenue par les Républicains et menacée d'une prise imminente par les forces nationalistes pendant les dernières phases de la guerre civile espagnole. Le destroyer a été manqué de peu par des bombes pendant l'évacuation. La ville est tombée le jour suivant.
Le Greyhound et toute sa flottille sont transférés au Western Approaches Command à Plymouth en octobre. Le 12 novembre 1939, il entre en collision avec son navire-jumeau (sister ship), le Gipsy, en route vers Harwich et sa nouvelle affectation à la 22e flottille de destroyers, mais il n'est que légèrement endommagé, et ses réparations sont terminées deux jours plus tard. Le 18 novembre, le navire a sauvé des survivants du paquebot SS Simon Bolivar, qui avait heurté une mine, et du SS Torchbearer le jour suivant. Le Greyhound commence à escorter des convois côtiers le 5 décembre, date à laquelle il est transféré à la 1re flottille de destroyers. Le 14 janvier, il capture le forceur de blocus allemand Phaedra en mer du Nord. Le navire est remis en état entre le 16 février et le 18 mars 1940, puis réaffecté à la Home Fleet.
Le 5 avril, le Greyhound escorte le croiseur de bataille Renown alors qu'il couvre les poseurs de mines se préparant à mettre en œuvre l'opération Wilfred, une opération visant à poser des mines dans le Vestfjord pour empêcher le transport du minerai de fer suédois de Narvik vers l'Allemagne. Le navire est présent pendant le bref engagement du Renown avec les cuirassés allemands Scharnhorst et Gneisenau le 9 avril, mais n'y joue aucun rôle. Le Greyhound est resté dans le Vestfjord lorsque les cinq navires de la 2e flottille de destroyers sont entrés dans l'Ofotfjord le 10 avril pour engager les navires allemands qui avaient transporté la force d'invasion à Narvik. Il a couvert le retrait des trois destroyers survivants plus tard dans la journée. Le navire a été endommagé par des bombardiers allemands à Scapa Flow le 18 avril et a été réparé à Gravesend, dans le Kent, entre le 22 avril et le 19 mai.
Pendant le siège de Calais, le Greyhound et son navire-jumeau Grafton ont fourni un appui de tir naval à la 30th Motor Brigade les 25 et 26 mai. Les 28 et 29 mai, il a évacué 1 360 hommes de Dunkerque avant d'être endommagé par des bombardiers allemands. Le navire est remorqué hors du port par le destroyer polonais ORP Błyskawica. Après avoir été réparé à l'arsenal de Chatham le 17 juin, le Greyhound rejoint sa flottille à Douvres. Le 30 juillet, le navire, ainsi que son navire-jumeau Gallant, escorte le porte-avions Argus jusqu'à Gibraltar et le Greyhound est affecté à la 13e flottille de destroyers basée à Gibraltar. Le navire participe à l'opération Hats à la fin du mois d'août lorsque les Britanniques renforcent la flotte méditerranéenne.
Au cours de la bataille de Dakar le 23 septembre, le Greyhound, le destroyer Fury et le croiseur lourd australien HMAS Australia engagent le destroyer L'Audacieux de Vichy qui est incendié et obligé de s'échouer sur la plage. Le navire escorte le cuirassé Barham et les croiseurs Berwick et Glasgow au cours de l'opération Coat au début du mois de novembre alors qu'ils rejoignent la flotte méditerranéenne. Le Greyhound est lui-même transféré à la 14e flottille de destroyers à Alexandrie. Il a participé à la bataille non concluante du Cap Spartivento le 27 novembre pendant l'opération Collar.
Le Greyhound a participé à l'opération Excess en janvier 1941, puis a coulé le sous-marin italien Neghelli le 19 janvier alors qu'il escortait un convoi vers le Pirée. Fin janvier, le navire, ainsi que les destroyers Juno, Jervis, etJanus, ont escorté le porte-avions Illustrious, gravement endommagé, de Malte à Alexandrie. Le Greyhound a coulé le sous-marin italien Anfitrite le 6 mars alors qu'il tentait d'attaquer le convoi GA.8 qui transportait des troupes britanniques en Grèce. Le navire a escorté les navires de la flotte méditerranéenne pendant la bataille du cap Matapan les 28 et 29 mars et a initié l'action de nuit lorsque son projecteur a illuminé un croiseur italien. Le Greyhound et son navire-jumeau, le Griffin, ont attaqué certains des destroyers italiens, mais les ont perdus lorsqu'ils sont passés à travers leur propre écran de fumée. Il a coulé le voilier italien Romagna le 17 avril au large d'Apollonia, en Cyrénaïque, alors qu'il effectuait un ratissage anti-navires au large de la côte nord-africaine avec le destroyer australien HMAS Vendetta. Le navire a escorté les unités lourdes de la Flotte méditerranéenne le 6 mai alors qu'elles assuraient la couverture de l'opération Tiger, un convoi transportant des renforts vers l'Égypte. Pendant l'invasion de la Crète, le Greyhound a escorté le cuirassé Warspite à l'ouest de la Crète le 22 mai alors qu'il couvrait les forces de croiseurs qui tentaient de couler les convois d'invasion allemands. Les navires étaient en route pour rejoindre les croiseurs dans le détroit de Kythira lorsqu'il a été frappé par trois bombes larguées par des Junkers Ju 87 "Stukas" du Sturzkampfgeschwader 2 (StG 2) et a coulé quelques minutes plus tard. Ses survivants ont été secourus par les destroyers Kingston et Kandahar, mais six officiers et 74 marins ont été tués dans l'attaque. Les Allemands ont ensuite sauvé quatre autres marins